# 于萝·贝格斯万
于萝·贝格斯万（挪威語：Guro Bergsvand；1994年3月3日—），挪威女子职业足球运动员，司职后卫，目前效力于布赖顿足球俱乐部和挪威国家女子足球队。她曾代表挪威参加2022年欧洲女子足球锦标赛和2023年国际足联女子世界杯等多场国际赛事。